# Joseph Kerzkowsky
Joseph Kerzkowsky (* 10. Mai 1791 in Pomeisl in Böhmen als Joseph Johann Nepomuzen Kerzkowsky; † 19. Februar 1875 in Wien) war ein österreichischer Komponist.

## Leben und Werk
Joseph Kerzkowsky wurde 1791 in Pomeisl als Sohn des dortigen Rentmeisters Martin Kerzowsky und dessen Ehefrau Maria Anna geboren. Sein Vater wurde später Oberamtmann für die dem Reichsfürsten von Dietrichstein gehörenden Herrschaft Pomeisl nebst den umliegenden Dörfern.
Er zählte zu den Komponisten, die 1824 eine Variation zu einem Walzer Anton Diabellis beisteuerten (Diabelli hatte insgesamt 50 zeitgenössische Komponisten zu je einer Variation über einen eigenen Walzer angeregt und unter dem Titel „Vaterländischer Künstlerverein“ publiziert; Beethoven verarbeitete das Thema in eigenen Diabelli-Variationen). 1825 war Kerzkowsky am Sammelwerk „Terpsichore“ beteiligt, und zudem später Mitglied im Wiener Männergesang-Verein.
Joseph Kerzkowsky ehelichte 1828 in Wien Juliana Resch. Aus der Ehe stammt Dr. jur., k. k. Rittmeister-Auditor Radetzky Husarenregiment Nr. 5 Julius Kerzkowsky (1832–17. Februar 1869). Er war verheiratet (1858) mit der aus Böhmen gebürtigen Gabriele M. A. V. Stieber Edle von Stürzenfeld (1840–1910).
Kerzkowsky schlug offenbar eine Militärbeamtenlaufbahn ein und wird 1834 genannt als „Hofkriegs-Conceptadjunkt“, 1844 als „Feldkriegs-Concipist“, zum Zeitpunkt seines Todes als pensionierter „Kriegscommissär“.